# Rheged
Rheged (pronunciat /ˈr̥ɛɡɛd/) va ser un dels països de parla celtobritona que van sorgir quan els romans van abandonar Britànnia al segle v, situat en una zona que correspon a l'actual nord d'Anglaterra i al sud d'Escòcia. És esmentat en diversos poemes, però els seus límits exactes no queden descrits en cap font documental. Alguns historiadors moderns creuen que dins del seu territori estava la zona de l'actual Cúmbria i que possiblement s'estenia fins a Lancashire i part d'Escòcia. Rheged comença a ser esmentada en la bibliografia antiga en relació al rei Urien i els seus descendents. Els seus habitants parlaven el cúmbric, un dialecte brità molt relacionat amb el gal·lès antic. Rheged va entrar en conflicte amb l'arribada dels colons angles que van fundar Bernícia i, al segle VIII va quedar absorbida per Northúmbria.

## Localització
La paraula Rheged apareix sovint acompanyant el nom d'un tal Urien en poemes antics escrits en idioma gal·lès i en les llistes de genealogies de reis. Les seves victòries sobre els governants de Bernícia en la segona meitat del segle VI són esmentades per Nennius i celebrades pel bard Taliesin, que es refereix a ell com "el governant de Rheged". Això el situa al nord de l'illa de la Gran Bretanya i potser més concretament en el que també es va anomenar Westmorland, ja que una altra manera de referir-se a ell era "senyor de Llwyfenydd" (és a dir, de la vall del riu Lyvennet). La llegenda posterior vincula Urien amb la ciutat de Carlisle (que en època romana es deia Luguvalium), a unes vint-i-cinc milles; Higham ha suggerit que Rheged era "limítrof amb la primitiva Civitas Carvetiorum, la unitat administrativa amb base a Carlisle". Tot i que és possible que només fos un lloc fortificat, era comú que els monarques posteriors a la dominació romana empressin el nom dels seus reialmes com a cognom. Generalment s'accepta que Rheged va ser un reialme que abastava una part àmplia de l'actual Cúmbria.
S'han volgut fer algunes deduccions partint de la toponímia. Dunragit (potser "Fortí de Rheged") suggereix que, si més no, durant un període de la seva història el territori de Rheged arribava fins a Dumfries i Galloway. Les excavacions arqueològiques que es van fer a Trusty's Hill, un pujol situat a prop d'una vila anomenada Gatehouse of Fleet, han portat a pensar que el reialme va estar centrat en el territori al voltant de Galloway a començaments del segle VII. Més difícil de demostrar són les interpretacions que fan altres, segons les quals el territori abastava pel sud fins a Rochdale (dins de actual Gran Manchester), que en el Domesday Book consta amb el nom de Recedham. El riu Roch, que banya Rochdale, es deia al segle xiii Rached o Rachet. Aquests topònims pot ser que portin incorporat el mateix element que Rheged precisament perquè estaven inclosos dins les seves fronteres. El reialme d'Urien va arribar cap a l'est, ja que l'anomenaven també "governant de Catraeth" (Catterick en l'actual North Yorkshire); però amb el temps i l'arribada dels colons angles es va anar reduint a una franja cap a la costa oest.

## Reis de Rheged
La genealogia d'Urien i dels seus successors traça els ancestres fins a Coel Hen (considerat per alguns el mateix rei Cole de les llegendes), que molts creuen que només és una figura mítica; i en cas que fos un veritable personatge històric, hauria governat una gran part del nord durant el segle v. De la següent llista només l'existència de tres reis han estat confirmada en bibliografia diversa:
- Meirchion Gul, pare de Cynfarch
- Cynfarch Oer, també dit Cynfarch fab Meirchion o Cynfarch Gul, pare d'Urien
- Urien Rheged, (c. 550 – 590), del qual se'n conserven vuit cants del Taliesin
- Owain, vencedor dels bernicis; fill d'Urien

## El sud de Rheged
Existeix una segona llista de reis de Rheged, potser d'una branca descendents del germà de Cynfarch Oer, anomenat Elidir Lydanwyn. Segons un llibre medieval titulat Bonedd Gwŷr y Gogledd («Els descendents dels homes del nord»), el fill d'Elidir, Llywarch Hen, va ser el governant del nord de l'illa de la Gran Bretanya al segle vi. Va ser expulsat del seu territori per la lluita que es va produir entre els prínceps hereus a la mort d'Urien i se'l relaciona, ja de gran, amb el regne de Powys. Tanmateix, a partir del segle ix, la poesia sobre Powys va començar a relacionar-se amb un altre nom, Llywarch en comptes d'Urien, probablement a causa d'algunes inconsistències. A Llywarch se l'esmenta de vegades com el rei del sud de Rheged, i altres vegades com el rei d'Argoed, cosa que fa pensar que ambdues regions eren la mateixa. La recerca del regne de Llywarch ha portat a alguns historiadors a proposar que la terra de Rheged potser va estar dividia entre els fills d'un rei i va donar com a resultat estats separats al sud i al nord durant els seus successors. La relació amb les famílies de Llywarch i d'Urien amb Powys ha suggerit a altres, tenint com a argument la proximitat, que l'àrea de l'actual Lancashire potser va ser la seva llar d'origen.

## La fi de Rheged
Quan Bernícia es va unir amb Deira i van formar el regne de Northúmbria, Rheged va acabar absorbida per aquest, en algun moment abans de l'any 730. Hi va haver un matrimoni entre el príncep (després rei) Oswiu de Northúmbria i la princesa Riemmelth de Rheged, neta de Rum (o Rhun), probablement el 638, i això probablement va suposar la desaparició pacífica del regne, ja que el seu fill heretaria ambdós reialmes però només portaria el títol de rei de Northúmbria.
Després d'això, l'antic idioma cúmbric que es parlava a Rheged va quedar substituït gradualment per l'anglès i la llengua tradicional només es va mantenir viva en les comunitats remotes de més al nord. Al segle x, quan el poder de Northúmbria va perdre abast per les incursions vikingues i llurs assentaments, grans àrees situades a l'oest dels Penins van caure, sense necessitat d'haver guerres, sota el regne celtobrità de Strathclyde, el qual va tenir la ciutat de Leeds marcant la frontera amb el regne viking de Jòrvik. Això va ser en part conseqüència d'haver descuidat la cultura celta pròpia de Rheged, durant l'època que va estar governada pels reis de Northúmbria. La zona de Cúmbria va romandre sota control de Strathclyde fins a començaments del segle xi, quan tota Strathclyde va passar sota domini d'Escòcia.